# The Split
The Split is een Britse, juridische dramaserie, geschreven en gemaakt door Abi Morgan, die voor het eerst werd uitgezonden in het Verenigd Koninkrijk op BBC 1 op 24 april 2018. De zesdelige serie, gestart in augustus 2016, volgt het leven van de familie Defoe, waarvan moeder Ruth en dochter Nina werken als advocaten in echtscheidingswetgeving in hun eigen familiefirma, terwijl de oudste dochter Hannah werkt voor een concurrerend advocatenkantoor, Noble & Hale. De serie speelt zich af rond juridische problemen van de cliënten die in echtscheidingen verwikkeld zijn, maar belangrijker, en nauw daarmee verweven, zijn de relatieproblemen waarmee elk van de hoofdpersonages zelf te kampen heeft.
Hoofdrolspelers zijn Nicola Walker, Stephen Mangan, Deborah Findlay, Fiona Button, Rudi Dharmalingam (niet in serie 3),  Annabel Scholey en Barry Atsma. In de series 2 en 3 zijn er ook hoofdrollen voor Chukwudi Iwuji en Damien Molony.
De productie begon in juli 2017 in Londen. SundanceTV produceerde de serie samen met de BBC, maar behield de exclusieve rechten voor uitzending in de Verenigde Staten. De complete eerste serie werd op 4 juni 2018 op dvd vrijgegeven, in 2020 volgde de tweede en in 2022 de derde. Elke serie bestaat uit zes afleveringen van 60 minuten. Eind 2024 werden nog twee afleveringen uitgezonden onder de titel The Split: Barcelona. In totaal zijn er dus 20 afleveringen.

## Rolverdeling
Hoofdrollen
- Nicola Walker als Hannah Stern, een echtscheidingsadvocaat die werkt voor Noble & Hale.
- Stephen Mangan als Nathan Stern, Hannah's echtgenoot, een advocaat.
- Deborah Findlay als Ruth Defoe, Hannah's moeder, de directeur van het familiebedrijf.
- Fiona Button als Rose Defoe, Hannah's jongste zus.
- Rudi Dharmalingam als James Cutler, Rose's echtgenoot.
- Annabel Scholey als Nina Defoe, Hannah's jongere zus, een scheidingsadvocaat voor Defoe's, het familiebedrijf.
- Barry Atsma als Christie Carmichael, Hannah's ex-vriend die ook werkt voor Noble & Hale.

Bijrollen in serie 1
- Stephen Tompkinson als Davey McKenzie, een miljonair die van zijn vrouw scheidt.
- Meera Syal als Goldie McKenzie, Davey's vrouw en de secretaris van zijn bedrijf.
- Anthony Head als Oscar Defoe, de lang verloren vader van Hannah.
- Matthew Baynton als Rex Pope, een stand-up komiek.